# 대구두산초등학교
대구두산초등학교는 대한민국 대구광역시 수성구 지산동에 있는 초등학교다.

## 연혁
- 1988-09-01 대구두산초등학교 개교(10학급 505명)
- 1995-03-01 대구광역시교육청지정 과학교육 시범학교 운영(2년)
- 1997-03-01 교육인적자원부 지정 특수학교 통합 교류 운영(1년)
- 1998-03-01 교육인적자원부 지정 인성교육 시범학교 운영(1년)
- 1999-03-01 교육인적자원부 지정 열린교육 시범학교 운영(1년)
- 2000-03-01 대구광역시교육청 지정 교실수업개선 준거학교 운영(1년)
- 2006-03-02 건강한 몸 좋은 교육을 위한 교육공동체 캠페인 선도학교 운영
- 2010-09-01 대구들안길초등학교 분리(161명, 교사7명), 30학급 편성
- 2011-03-01 교육복지우선사업 시행
- 2014-09-01 제11대 김희자 교장선생님 부임
- 2015-02-13 제26회 졸업(졸업생 122명, 졸업생 총수 6,262명)
- 2015-03-01 25학급 편성(특수 1학급 포함)
- 2017-03-01 제12대 임도영 교장선생님 부임

## 학교 상징
- 교화 - 목련 : 화목과 협동을 상징하여 학교와 사회에서 꼭 필요한 사람이 되자는 뜻이다.
- 교목 - 느티나무 : 장수와 포용을 상징하여 건강하고 굳세게 자라 항상 남에게 은덕을 베푸는 사람이 되자는 의미이다.